# 魔法公主 (單曲)
魔法公主是1997年由日本男歌手米良美一演唱，用於當年同名動畫《魔法公主》的歌曲。

## 概要
歌曲是由日本動畫導演宮崎駿作詞、久石讓作曲，採用為宮崎駿在1997年推出的動畫《魔法公主》的插入歌及片尾曲。
起初收錄在《魔法公主印象專輯》的版本是由作曲人久石讓的女兒藤澤麻衣所演唱，之後動畫完成的上映版本則改由米良美一擔任主唱者。此亦為米良美一個人音樂生涯首次發行的CD單曲。
米良美一個人對此歌曲評論為「應是片中男主角阿席達卡對於女主角小桑的感受傳遞」。

## 收錄專輯
- 魔法公主原聲帶：1997年7月2日發行
- Bridge～Best Of 米良美一：米良美一的個人精選輯、2000年12月6日發行
- 吉卜力工作室歌集：2008年11月26日發行

## 翻唱者
- Imaginary Flying Machines：收錄於2011年專輯《Princess Ghibli》、死亡金屬音樂版本翻唱